# Hayati Özkan
Hayati Özkan nach einigen Quellen auch Hayati Ozgan (* 1907 im Osmanischen Reich; † nach 1936) war ein türkischer Fußballspieler. Durch seine langjährige Tätigkeit für Beşiktaş Istanbul wird er mit diesem Verein assoziiert. Er spielte bei Beşiktaş mit für den Verein legendären Spielern wie Hakkı Yeten, Şeref Görkey, Eşref Bilgiç, Hüseyin Saygun, Hüsnü Savman, Feyzi Uman, İbrahim Tusder und Şükrü Gülesin zusammen und war ein wichtiger Teil jener Mannschaft, die in den Jahren von 1933 bis 1948 acht Mal mit der Istanbuler Meisterschaft den damals wichtigsten Titel im türkischen Fußball, davon fünf Titel in Folge, gewinnen konnte und diesen dominierte.

## Karriere

### Verein
Özkan begann mit dem Fußball im Istanbuler Stadtteil Nişantaşı und trat mit 16 Jahren der Nachwuchsabteilung von Beşiktaş Istanbul bei. Zur Saison 1926/27 wurde er in den Kader der Fußballmannschaft Beşiktaş' aufgenommen. Er kam in dieser Spielzeit in der Partie der İstanbul Ligi (dt. Istanbuler Liga) vom 12. November 1926 gegen den Erzrivalen Fenerbahçe Istanbul zum Einsatz und gab damit sein Profidebüt. Da damals in der Türkei keine Landesübergreifende Profiliga existierte, existierten stattdessen in den Ballungszentren wie Istanbul, Ankara und Izmir regionale Ligen, von denen die İstanbul Ligi (auch İstanbul Futbol Ligi genannt) als die renommierteste galt. Im weiteren Saisonverlauf absolvierte er drei weitere Ligaspiele. In seiner zweiten Saison, der Saison 1927/28, kam er trotz seines jungen Alters in einem Ligaspiel zum Einsatz. Da die Liga in dieser Spielzeit wegen der Olympischen Sommerspiele 1928 nach zwei Spieltagen nicht fortgesetzt wurde, konnte auch Özkan in dieser Spielzeit keine weiteren Spiele für sein Verein absolvieren. Bereits in seiner dritten Saison etablierte er sich als Stammspieler.
Nachdem er mit seinem Verein sieben Spielzeiten lang ohne Titel geblieben war, konnte er in der Saison 1933/34 mit ihr die Istanbuler Meisterschaft holen. Özkan steuerte zu diesem Erfolg vier Tore bei und bildete mit Şeref Görkey, Eşref Bilgiç und Hakkı Yeten eine erfolgreiche Sturmreihe. Trotz dieses ersten Titels erreichte Özkan mit seinem Team die nächsten vier Spielzeiten keinen Titelgewinn. Erst in der Saison 1938/39 konnte er mit seiner Mannschaft die Meisterschaft der Istanbuler Fußballliga gewinnen. In den nachfolgenden vier Jahren gelang Özkans Mannschaft vier Mal die Titelverteidigung in der Istanbuler Meisterschaft. Dadurch brach die Mannschaft mehrere Ligarekorde. Zudem wurde in der Saison 1940/41 die Millî Küme gewonnen, eine Art Meisterschaft, an der die Mannschaften der drei Großstädte Istanbul, Ankara und Izmir teilnahmen. Özkan gehörte bei den ersten drei dieser Meisterschaften zum Mannschaftskader und zählte bei den ersten zwei Spielzeiten zu den wichtigen Leistungsträgern. Erst in der Saison 1940/41 verlor er seinen Stammplatz und absolvierte nur eine Partie. Im Saisonabschluss beendete er dann seine Karriere.

### Nationalmannschaft
Özkan begann seine Nationalmannschaftskarriere 1932 mit einem Einsatz für die türkische Nationalmannschaft im Spiel gegen die ungarische Nationalmannschaft. Mit dieser Begegnung absolvierte er sein erstes Länderspiel und einziges Länderspiel. Bis zum Jahr 1936 absolvierte er zwei weitere Länderspiele und erzielte dabei ein Tor.
Mit der Türkischen Auswahl nahm Yeten an den Olympischen Sommerspielen 1936 teil. Zudem nahm er mit der Nationalmannschaft am Balkan-Cup 1931 teil und wurde mit dieser Silbermedaillengewinner.

## Erfolge

### Als Spieler
Mit Beşiktaş Istanbul
- Meister der İstanbul Futbol Ligi: 1933/34, 1938/39, 1939/40, 1940/41
- Meister der Millî Küme: 1941